# Ruta 14 (Uruguay)
Die Ruta 14, Brigadier General Venancio Flores, ist eine Fernstraße in Uruguay. Sie wurde 1983 benannt nach  dem uruguayischen General Venancio Flores benannt.
Sie durchquert das Land in West-Ost-Richtung südlich des Río Negro. Dabei passiert sie Trinidad, Durazno, Carmen, Sarandí del Yí, José Batlle y Ordoñez, José Pedro Varela und Lascano. Ausgangspunkt ist Mercedes, während sie nahe der Atlantik-Küste zwischen Santa Teresa und La Coronilla im Departamento Rocha endet.

## Weblinks

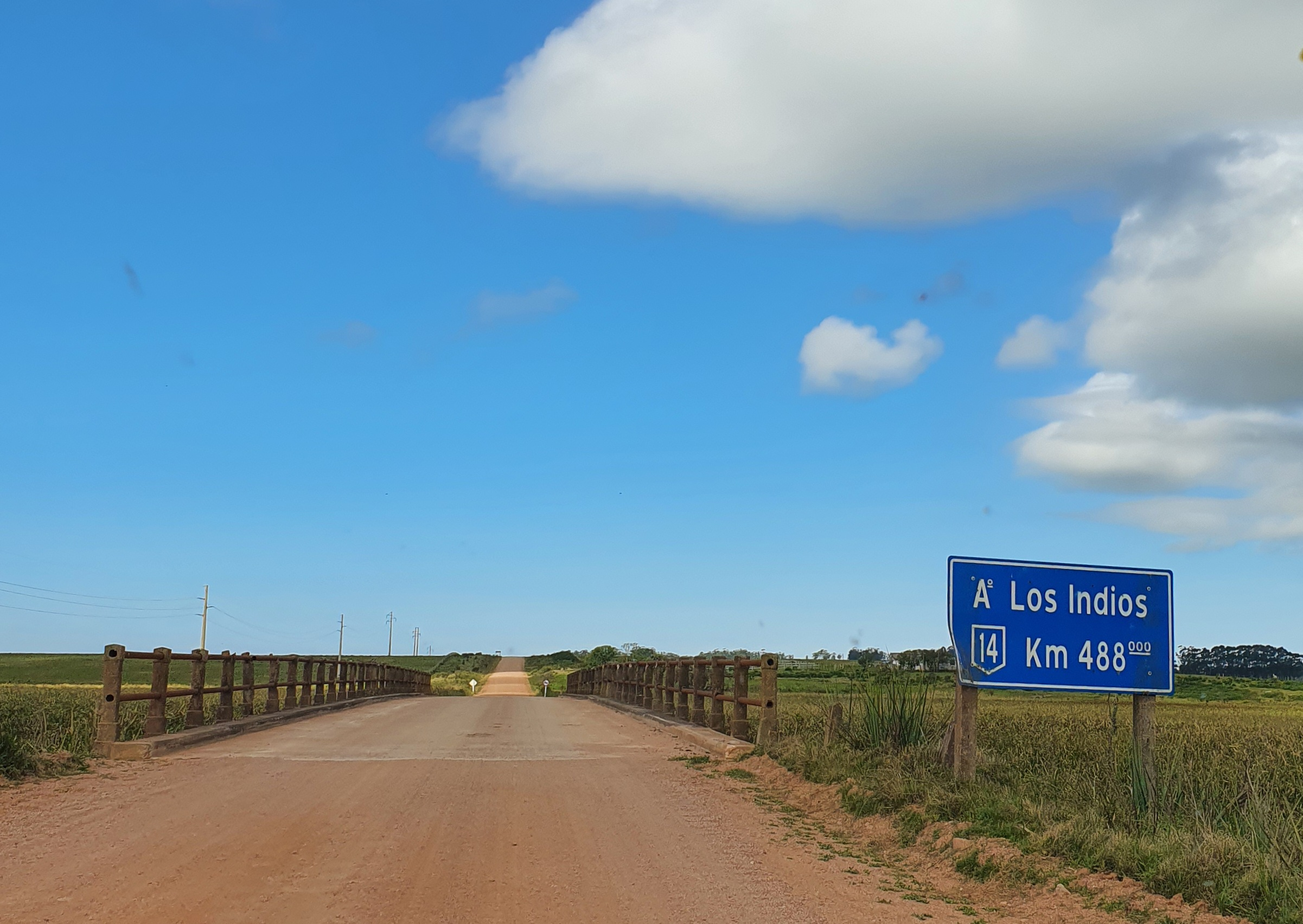
Ruta 14